# 极北沙丘群

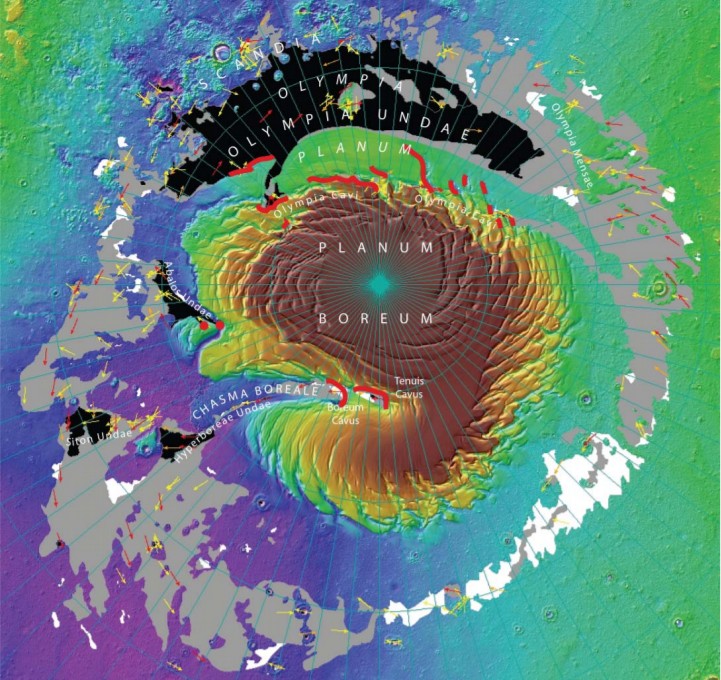
显示了北方平原地区沙丘分布密度的球极平面投影图，灰色区域为低密度区，四处最密集的沙丘区域以黑色显示。本初子午线位于地图底部，左侧显示的是极北沙丘群，经度在东经302.92度至316.02左（西经43.98度–57.08度）之间。

极北沙丘群（Hyperboreae Undae）拉丁语意指“极北波浪/沙丘”，是火星北极玻瑞姆高原上最大、最密集的沙丘场之一，其范围涵盖北纬77.12度至82.8度、东经302.92度至316.02度（西经43.98度–西经57.08度）的区域，中心坐标位于北纬79.96度，西经49.49度，直径约463.65公里（288.英里）。该特征名称取自火星古典反照率特征之一，1988年，被国际天文联合会正式批准接受。
极北沙丘群位于北极峡谷东北边界上的弧形洼地-北极凹地西南，从那里开始，极北沙丘群继续向西南方延伸，穿过北极峡谷，进入北方大平原低地。它覆盖了极北舌状地的东部和埃斯科里亚尔陨击坑上方的区域。
极北沙丘群以其所形成的新月形和线形沙丘而闻名，尽管它们之间看似并不相容，对这些类型的沙丘之所以能在极北沙丘群和火星其他地方共存的原因一直在研究中。在极北沙丘群发现的另一种构造类型是雅丹地貌。

## 沙丘特征

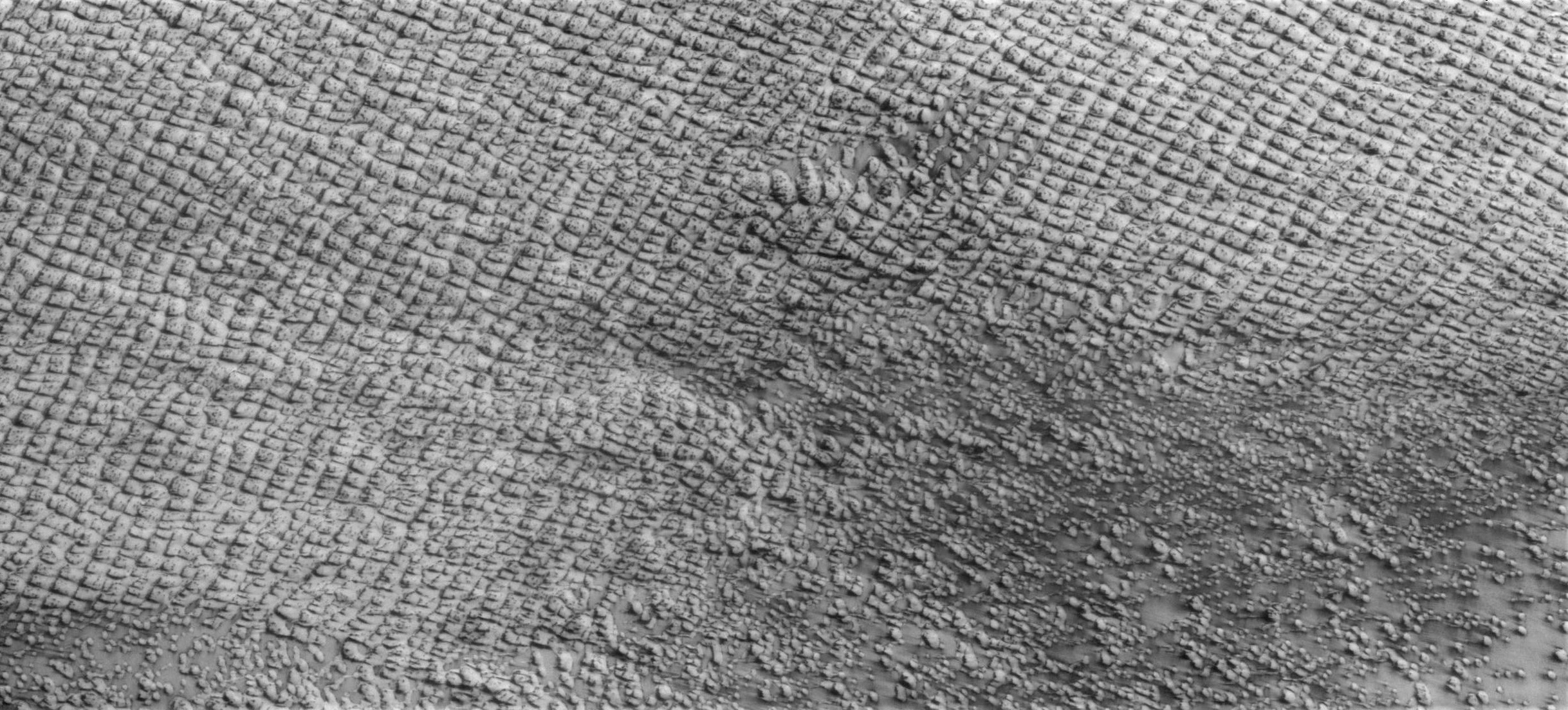
极北沙丘群沙丘表面上有结霜，当霜冻因太阳加热而升华时，沙丘会变得更暗，黑色的沙粒也会显露出来。

虽然火星北极周围的沙丘并没有移动的迹象，但阿瓦洛斯沙丘群部分地区的沙丘和极北沙丘群的沙丘可能是两个独特的例外。在极北沙丘群中，靠近其东部边界的沙丘似乎被埋在北方平原第3单元之下。在该地区，一些沙丘呈现出可能由下坡风 造成的黑色条纹，这可能表明了是近期足以产生出波纹的刮风引起的沙粒移动，否则这些痕迹会随着时间的推移而消失，其他沙丘则没有这种痕迹。
根据紧凑型火星侦察成像光谱仪提供的数据，极北沙丘群沙丘显示出在北极峡谷地区存在表下冰的微弱特征。极北沙丘群与阿瓦洛斯沙丘群及西顿沙丘群一起，为奥林匹亚沙丘群以东的主要中密度沙丘场提供了沙子，并延伸至火星本初子午线。
使用导数光谱法的图像分析研究表明，极北沙丘群以及其他正式命名的绕极沙丘场（奥林匹亚沙丘群、阿瓦洛斯沙丘群和西顿沙丘群）显示为石膏密度最高的区域。对极北沙丘群与地球上最大的连片沙丘地鲁卜哈利沙漠进行的地貌比较，确定这两处沙漠地貌遵循了相似的演化模式。

## 共存的线性和新月形沙丘
线形沙丘主要形成于双向（双重）风场中，而横向沙丘，也称为新月形沙丘，则形成于单向风况情况下。每一种沙丘形态的存在，都表明了产生这种沙丘的风况。第三种沙丘是星形沙丘，通常形成于多向（多模态）风态中。线形沙丘和星形沙丘在火星上很少见。在同一地点同时存在线形沙丘和新月形沙丘显然并不相容，因为这似乎意味着在同一地点同时存在单向风和双向风。
现已开展了对极北沙丘群中线形沙丘和新月形沙丘共存现象的解释研究。一篇论文通过提出一种受当地地形影响而从双向风变为单向风的模型，解释了相邻位置从线性沙丘到新月形沙丘的变化。认为由于局部地貌的漏斗作用，双向风转成了单向风。虽然这一理论适用于相邻位置的沙丘，但无法解释线形沙丘和新月形沙丘如何在同一位置共存的原因。
另一项研究表明，线形沙丘已变得坚硬（硬化），因此不易随风向的变化而改变形状。该研究还提出，随时间的推移，双向风会变为将产生出新月形沙丘的单向风，而先前已存在的硬化线形沙丘，由于其硬化，将保持不变。这一理论颇为合理，尽管不易验证，因为需要重建极北沙丘群风况模式的时间剖线。

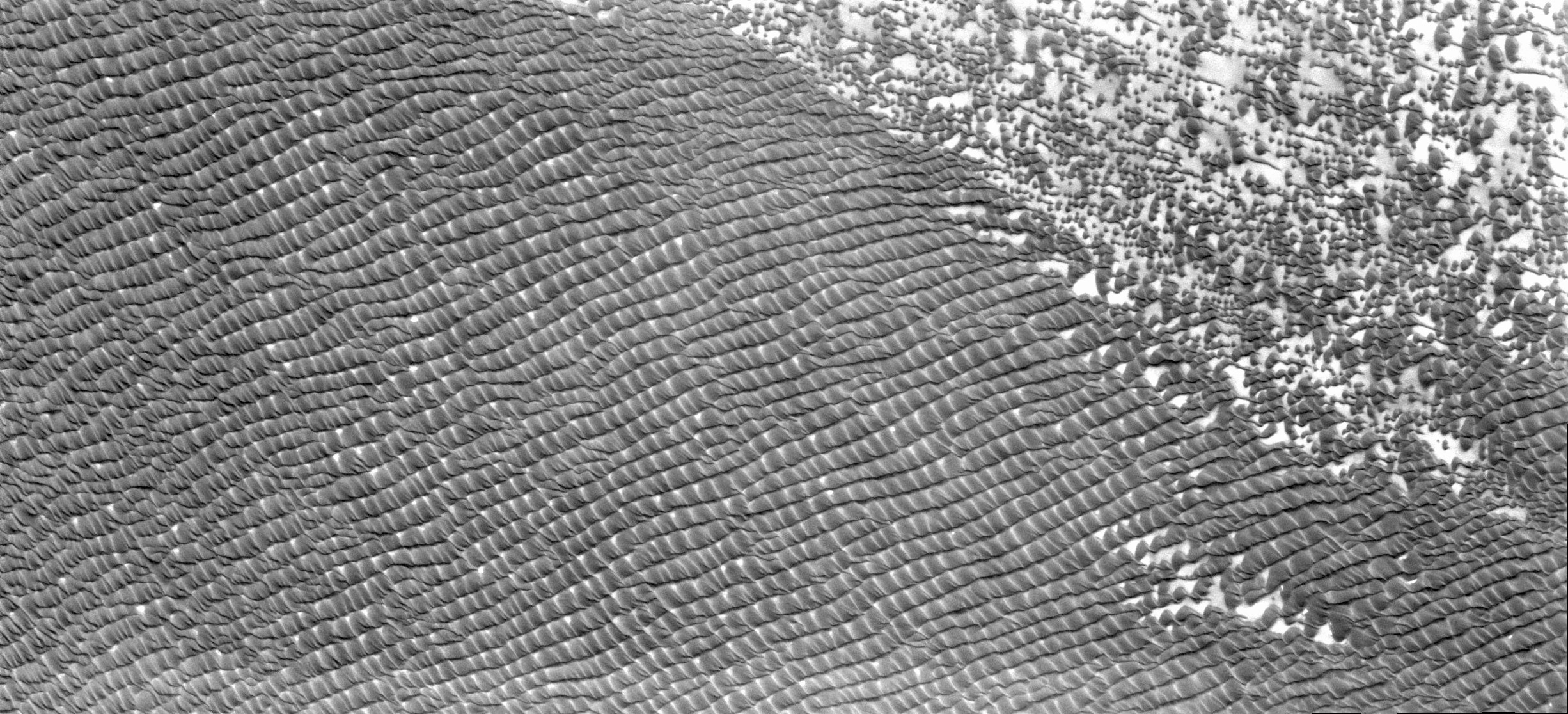
美国宇航局热辐射成像系统拍摄的极北沙丘群新月和线形沙丘

第三项研究将火星勘测轨道飞行器上高分辨率成像科学设备相机拍摄的图像与火星轨道器激光高度计测绘的数据相结合，以获取在高分辨率图像中显示局部地形的坐标，然后将高分辨率图像数据映射到计算机模拟中，计算机模拟记录了北极凹地附近，极北沙丘群局部地形的计算机空间模型。根据数值模型的波峰方向，可计算出局部的风矢量，然后将结果与区域调查的实测风数据进行比较。反过来，如果风矢量已知，则就可预测出底形形态。通过将数值模拟结果与实测数据进行比较，可细化计算机模拟参数，从而更好地使数值预测结果与现场实测结果趋于一致。计算机模型的局限性包括数值模型的分辨率限制、调查的区域较小以及当地风况的复杂性。数值研究结果表明，极北沙丘群是在现代风况条件下形成的，其形态为新月形沙丘和线性沙丘共存。进一步的研究计划包括扩大研究领域，以包括对所有的极北沙丘群进行建模。

## 另请查看
- 阿斯普勒冬沙丘群
- 哈葛尔沙丘场
- 尼罗火山口沙丘场
- 俄古革斯沙丘群
- 火星雅丹地貌